# USS Prometheus (1814)
USS Prometheus – bryg będący w służbie United States Navy w latach 1814–1818.
Okręt został zbudowany przez firmę William Seguin w Filadelfii i zakupiony przez US Navy w 1814 od Messrs. Savage and Dryan jako bryg "Escape". Wszedł do służby i został przemianowany na  "Prometheus". Wyposażeniem okrętu w Filadelfii zajął się Master Commandant J. J. Nicholson.
Pomiędzy marcem a majem 1815 okręt odbył rejs do Indii Zachodnich, żeby przewieźć amerykańskich senatorów (Eligiusa Fromentina i Jamesa Browna) do Hawany. Odpłynął do Europy 14 sierpnia 1816, by przewieźć pana Colesa, specjalnego posłańca prezydenta USA do cara Rosji. Do Bostonu wrócił 25 listopada. W 1817 był zaangażowany w badania wybrzeża na północ od Newport. W 1818 operował wzdłuż południowego wybrzeża USA i w pobliżu Nowego Orleanu.
W październiku 1818 został uznany za niezdolny do żeglugi i wycofany ze służby. W 1819 został rozbrojony i sprzedany na aukcji w Nowym Orleanie.